# Піхтова
Пі́хтова (рос. Пихтовая) — присілок у складі Котельницького району Кіровської області, Росія. Входить до складу Світлівського сільського поселення.
Населення становить 22 особи (2010, 21 у 2002).
Національний склад станом на 2002 рік — росіяни 100 %.